# クレオ大阪
クレオ大阪（クレオおおさか）は、大阪市が男女共同参画社会の実現を目指す拠点として市内5ヵ所に設置した施設。正式名称は市立男女共同参画センター。2001年に改称されるまでの正式名称は女性いきいきセンター。
愛称のクレオ（Creo）はラテン語で「創造」を意味する。
大阪市が設立した公益法人、（一財）大阪市男女共同参画のまち創生協会が運営し、2006年度からは指定管理者制度に基づく指定管理者として管理・運営している。

## 施設一覧
| 施設名                                                           | 住所                          | 最寄り駅                    |
| ---------------------------------------------------------------- | ----------------------------- | --------------------------- |
| クレオ大阪中央 大阪市立男女共同参画センター 中央館               | 〒543-0002 天王寺区上汐5-6-25 | 四天王寺前夕陽ヶ丘駅        |
| クレオ大阪子育て館 大阪市立男女共同参画センター 子育て活動支援館 | 〒530-0041 北区天神橋6-4-20   | 天神橋筋六丁目駅            |
| クレオ大阪西 大阪市立男女共同参画センター 西部館                 | 〒554-0012 此花区西九条6-1-20 | 西九条駅                    |
| クレオ大阪南 大阪市立男女共同参画センター 南部館                 | 〒547-0026 平野区喜連西6-2-33 | 喜連瓜破駅                  |
| クレオ大阪東 大阪市立男女共同参画センター 東部館                 | 〒536-0014 城東区鴫野西2-1-21 | 大阪ビジネスパーク駅 京橋駅 |

開館時間
午前9時30分 - 午後9時30分 (子育て館のみ平日午前10時 - 午後9時、土日祝午前10時 - 午後5時)
休館日
年末年始(12月29日～1月3日) (全館)
月曜日(その日が祝休日の場合は除く) (中央館、西部館、南部館、東部館)
祝休日の翌日(日曜日又は休日にあたる場合は除く) (中央館、西部館、南部館、東部館)
5月3日～5月7日の期間は、5月6日のみ(その日が日曜日又は休日にあたる場合はその翌日) (東部館)

## 主な事業
調査研究
男女共同参画社会の形成に関する調査研究
関連資料や統計数値等の基礎データの収集
グループ等が行う調査・研究活動への支援
情報収集・提供
男女共同参画に関する図書、ビデオ、雑誌、ミニコミ誌、行政資料の収集、閲覧、貸出
情報誌「クレオ」、啓発冊子の発行
研修・講座
男女共同参画セミナーの開催
女性の自立と社会参加を応援するプログラムの開発と実施
豊かな暮らしや生きがいづくりを応援する講座の実施
企業・地域・学校等への出前セミナー
ネットワーク支援
ネットワーク支援
フェスタの開催
普及啓発
図書・資料の貸出や閲覧
情報探しのサポート
相談
女性のための相談
男性のための相談
女性のためのチャレンジ相談
施設利用（貸室）
ホール、会議室等の施設提供
部落解放・人権研究所の定期総会等

## あゆみ
- 1989年11月30日 女性いきいきセンター（仮称）構想委員会から「女性いきいきセンター（仮称）計画についての基本的な考え方」が報告される
- 1993年6月23日 市立女性いきいきセンター北部館が東淀川区東淡路にオープン
- 1994年
  - 3月4日 女性顕彰事業「第1回きらめき賞」の贈呈
  - 11月30日 市立女性いきいきセンター西部館オープン
- 1996年3月28日 市立女性いきいきセンター南部館オープン
- 1998年3月26日 市立女性いきいきセンター東部館オープン
- 2001年
  - 4月1日 施設名を市立男女共同参画センターに改称（愛称は同じ）
  - 10月25日 市立男女共同参画センター中央館オープン
  - 11月1日 研究室設置
- 2002年8月 ドメスティックバイオレンス(DV)専門相談開始
- 2005年2月18日 男女共同参画企業顕彰「第1回きらめき企業賞」の贈呈
- 2012年7月30日 大阪市の財政再建プログラムの中で「市政改革プラン」が策定され、「クレオ大阪中央」1館のみ存続、残りの4館は「一般的な相談事業、情報提供事業及び啓発事業は区民に身近な区民センター等で実施する」とされて廃止する案が出された。市民交流センターの廃止とあわせて部落解放同盟などが反対している[1]。
- 2015年
  - 3月31日 市立男女共同参画センター北部館（クレオ大阪北）閉館
  - 4月1日 市立男女共同参画センター子育て活動支援館（クレオ大阪子育て館）オープン
- 2016年4月1日 市立男女共同参画センター西部館（クレオ大阪西）・ホールが大阪市立こども文化センター・ホールに改称（こども文化センターが西区北堀江から移転）